# Tilletia rugispora
Tilletia rugispora är en svampart som beskrevs av Ellis 1893. Tilletia rugispora ingår i släktet Tilletia och familjen Tilletiaceae.   Inga underarter finns listade i Catalogue of Life.